# Nieuwerkerken (Limburgia)
Nieuwerkerken (lim. Noërekirke) – miejscowość i gmina (gemeente) w Belgii, w Regionie Flamandzkim, w prowincji Limburgia, w okręgu Hasselt. 1 stycznia 2024 liczyła 7295 mieszkańców.

## Podział administracyjny
W skład gminy wchodzą trzy dzielnice (deelgemeente):
- Binderveld
- Kozen
- Wijer

## Historia
Po raz pierwszy miejscowość wymieniona została w 1139 pod nazwą Nova Ecclesia. W okresie, gdy we Francji panował system ancien régime, gmina stanowiła największą cześć Attenhoven, podlegała biskupowi z Liège i radzie z Gorsem.   

## Demografia
- Źródła:NIS, :od 1806 do 1981= według spisu; od 1990 liczba ludności w dniu 1 stycznia

1 stycznia 2024 całkowita populacja Nieuwerkerken liczyła 7295 osób. Łączna powierzchnia gminy wynosi 22,51 km², co daje gęstość zaludnienia 324 mieszkańców na km².

## Współpraca
Miejscowość partnerska:
- San Casciano in Val di Pesa, Włochy